# Католицизм в Панаме
Католическая церковь в Панаме является частью римско-католической церкви и признаёт своим духовным лидером Папу Римского.

## История
Завоевав Панаму, испанцы распространили здесь не только культуру и болезни, приведшие к гибели множества коренных жителей региона, но и свою религию — католицизм. Согласно законам, установленным испанскими монархами, местные жители должны были принять христианство. Испанские управляющие жестоко обращались с индейцами и уничтожали их. Позднее большое число африканских рабов было привезено в Новый Свет, в том числе и на Панамский перешеек. Рабы также должны были быть обращены в католицизм .
Доминирование католической веры отразилось на истории, политике и культурных традициях большинства регионов Латинской Америки, долгое время находившихся под властью испанцев. Панама не была исключением:вера проникла во все сферы жизни её жителей. Для многих панамцев церковь стала неотъемлемой частью повседневной жизни>. 
В истории государства был период, когда ученики учебных заведений должны были изучать католицизм как часть курса обучения. В последние годы эти требования были смягчены, сегодня эти посещение этих уроков не является обязательным.

## Современное состояние
Из 3,3 миллионов граждан Панамы католиками себя считают от 75% до 85% . 
Согласно Конституции, государство предоставляет свободы всем вероисповеданиям, объявляет католицизм религией большинства населения, но не признаёт в качестве государственной религии.  
Главными христианскими праздниками в Панаме являются Рождество и Святая неделя, их отмечают в грандиозном масштабе. Страстная пятница и Пасха являются национальными праздниками.